# Heinrich Hornschuch
Christian Heinrich Hornschuch (* 3. März 1838 in Abtswind; † 17. Januar 1912 in Fürth) war ein deutscher Unternehmer, Kommunalpolitiker und Mäzen. Für seine unternehmerischen und sozialen Verdienste wurde er vielfach ausgezeichnet, u. a. mit der Ehrenbürgerwürde von Weißenstadt und Forchheim.
Für sein Unternehmen Weber & Ott ließ er die erste Überland-Telefonverbindung Deutschlands von Fürth nach Forchheim installieren.

## Leben
Er war der Sohn des Weinhändlers Carl Heinrich Hornschuch (1809–1884), besuchte die Volksschule in Abtswind und danach eine Handelsschule in Neustadt an der Aisch. Gemeinsam mit seinem Vater erwarb er 1857 ein Handelshaus in Windsheim. 1861 heiratete er Elisabeth Babette Magdalena Ott (1835–1870) und wurde dadurch Mitinhaber des vom Schwiegervater Konrad Ott geleiteten Textilhauses Weber & Ott in Fürth.
1883 ließ er zwischen seinem Fürther Hauptkontor (Maxstraße 36–38) und der Weberei in Forchheim entlang des Ludwig-Donau-Main-Kanals eine Telefonleitung legen, die die erste Überlandtelefonanlage Deutschlands überhaupt war und mit 34 Kilometern Gesamtlänge bis mindestens 1887 die längste Telefonleitung Deutschlands blieb. Die Leitung diente bis 1921 ausschließlich seinem Unternehmen.
Nach dem Tod seiner ersten Frau heiratete er 1870 deren Cousine, Anna Maria Johanna Ott (1845–1921). Beiden Ehen entstammten insgesamt zwölf Kinder. Nachdem der Schwiegervater Ott in den Ruhestand getreten war, wurde Hornschuch 1872 alleiniger Inhaber des Textilhauses in Fürth. Hatte das Unternehmen bislang nur Handweber in Heimarbeit beschäftigt, so gründete Hornschuch 1873 in Forchheim eine mechanische Weberei, die rasch anwuchs und alsbald Zweigbetriebe in Erlangen, Brand, Marktredwitz und Wunsiedel sowie zugehörige Spinnereien in Forchheim, Kulmbach und Mainleus betrieb. Bis kurz vor dem Ersten Weltkrieg war das Unternehmen auf rund 5000 Beschäftigte angewachsen.
Hornschuch wurde 1869 Vorstand des Kaufmännischen Vereins von Fürth und Ergänzungsrichter beim dortigen Handelsgericht. 1886 wurde er zum Kommerzienrat und zum Ehrenbürger von Weißenstadt ernannt, wo er viele Hausweber beschäftigt hat. 1889 wurde er in den Vorstand des Bezirksgremiums gewählt. Ab 1892 gehörte er dem Ausschuss zur Hebung der Fluss- und Kanalschifffahrt in Bayern an.
Hornschuch zeichnete sich außer durch seinen unternehmerischen Geist auch durch großes soziales Engagement aus. In Fürth und Forchheim hat er zahlreiche Stiftungen für soziale Zwecke errichtet, u. a. für das Fürther Volksbildungsheim und die dortige Schulzahnklinik, für die Mädchenschule in Forchheim sowie für verschiedene Kirchen. am 27. Juli 1906 wurde er mit der silbernen Prinzregent-Luitpold-Medaille ausgezeichnet, am 1. Januar 1908 mit dem Verdienstorden vom Heiligen Michael IV. Klasse. Er wurde auch Ehrenbürger von Forchheim. In Fürth wurde die Hornschuchpromenade nach ihm benannt.
Sein Unternehmen wurde 1905 in eine Familien-Aktiengesellschaft umgewandelt. Ein Sohn aus der zweiten Ehe, Fritz Hornschuch (1874–1955), übernahm das Tochterunternehmen Kulmbacher Spinnerei. Der aus erster Ehe stammende Sohn Konrad Hornschuch (1864–1943) gründete 1905 in Urbach eine eigene Weberei, aus der sich die heute in Weißbach ansässige Konrad Hornschuch AG entwickelte.